# Šimon Caban
Šimon Caban (* 19. července 1963 Praha) je český režisér, scénograf, původní profesí architekt, choreograf, fotograf a obecně divadelní a filmový tvůrce. Často spolupracuje se svým bratrem Michalem Cabanem. Jejich duo se nazývá Cabani. V roce 2006 se Cabani zasloužili o inscenaci úspěšné opery Candide Leonarda Bernsteina ve Státní opeře Praha. V roce 2013 uvedli světovou premiéru opery Válka s mloky Vladimíra Franze. V roce 2017 inscenovali Offenbachova Orfea v Opeře Národního divadla.

## Životopis
Vystudoval scénografii na Střední uměleckoprůmyslové škole v Praze a Vysoké škole uměleckoprůmyslové v ateliéru prof. Josefa Svobody (absolutorium 1985).
Spolu se svým bratrem Michalem v roce 1980 založili Baletní jednotku Křeč – tanečně divadelní soubor s nímž realizují představení, jednorázové multimediální akce, filmy a televizní filmy (v roce 1983 vystupovali i pod vedením americké choreografky Twylly Tharp ve filmu M. Formana Amadeus). V tomto souboru realizuje vlastní představy o divadle a vizuálních produkcích. Obě inscenace Baletní Jednotky Křeč (TV 20.10 „Právě tady!“ a Baletní jednotka Křeč na Laguně Varadero – no to snad není možný!) z první poloviny 80. let se staly nejen hity divadelní Prahy té doby, ale i prvními radikálními ukázkami nové divadelní poetiky stírající hranice žánrů (opera, činohra, rock, pantomima, tanec) a esteticky rozvíjející postmodernismus (Jan Dvořák).
Série mnoha produkcí a akcí vrcholila v předvečer Sametové revoluce koncem 80. let rockově taneční událostí Show Tomáše Tracyho (BJK spolu s hudební skupinou Laura a její tygři) v pražském Paláci kultury a filmem Barvy 1988 (režie Tomáš Vorel), který byl součástí kultovního filmu celé generace Pražská 5.
Práce Šimona Caban byly v devadesátých letech vystavovány doma i v zahraničí. Za zmínku stojí ve své době významná Fotochema v Praze, kde vystavoval fotografické práce samostatně i společně s Michalem Cihlářem, Miro Švolíkem, Tonem Stanem, Petrem Župníkem. Dále společná divadelní výstava se Simonou Rybákovou v dánském Aarhusu. Jeho fotografická kapitola vyvrcholila pravděpodobně v roce 1990 účastí na skupinové výstavě českých a slovenských autorů mladé generace La Tchécoslovaquie à Arles (s podtitulem Portraits, mise en scène, identité) na fotofestivalu v Arles. Následně získal zastoupení ve sbírkách Centre Pompidou v Paříži a Uměleckoprůmyslového muzea v Praze.
V devadesátých létech  spolu s Michalem Cabanem a svou ženou Simonou Rybákovou vytvořili vyhledávaný autorský tým pro řešení atypických jednorázových firemních presentačních akcí, které se vyznačují originalitou, živou jevištní akcí a suverénní profesionální realizací.
Ve filmové tvorbě otevřeli dveře postmodernistické volnosti autorským celovečerním filmem Don Gio (1992), který reagoval na proměny pražské porevoluční kulturní společnosti na základě mozartovsko-faustovského mýtu. Další autorský film KusPoKusu je složený ze sedmi pohybově výtvarných vizí a získal Zvláštní cenu na Mezinárodním televizním festivalu Zlatá Praha 1999–2001.
Zatím poslední projekt Baletní Jednotky Křeč – Corpus sex  Máchňa  v halách bývalého ČKD – Karlín v Praze zahajuje festival 4+4 dny v pohybu v roce 1999.
V témže roce  spolu se Simonou Rybákovou se stávají Komisary pro expozici české národní sekce na světové výstavě scenografie Pražské Quadrienále – získávají první cenu – Zlatou trigu.
Za svou architektonickou práci (rodinné domy, rekonstrukce kanceláří UPP, HBO atd.) dostává v roce 2004 zvláštní cenu Grand Prix Architektury.
Podílel se také na mnoha státních zakázkách, například prezentaci nahrávky Národní hymny v Pantheonu Národního Muzea v Praze pod záštitou předsedy vlády ČR, slavnostní zahájení MS v klasickém lyžování Liberec naposledy Český národní den na EXPO v Šanghaji 2010.
Šimon a Michal Cabani byli v devadesátých letech autory scénické režie mnoha ročníků Louskáčka (vyhlášení Grand Prix v oblasti reklamy) a televizního festivalu Zlatá Praha.
Pro MFF Karlovy Vary jsou již od roku 1995 podnes režiséry úvodního a zakončovacího ceremoniálu. Tuto práci zmapovali v roce 2013 výstavou Cabani 18 let spolupráce s karlovarským festivalem v Galerii Karlových Varů.
Od roku 2000 dosud vytváří scenografie pro přední pražská a brněnská muzikálová divadla (Broadway, Kalich (Hamlet Galileo), Hybernia, Městské divadlo Brno). V Národním divadle v Praze inscenují Cabani Janáčkovu Lišku Bystroušku (2002) , ve Státní opeře Praha Bernsteinova Candida (2006).
V posledních letech se věnuje především režii: Nahá múza  Městské divadlo Brno 2009, vlastní projekt Muchova epopej s hudbou Aleše Březiny 2010, v Ostravském Národním divadle Moravskoslezském (Pardon My English 2011, Guys and Dolls 2012), v Klicperově divadle v Hradci Králové kultovní Sexmisi 2012. S brněnským Buranteatrem nastudoval v roce 2013 vlastní přepis klasického díla Dáma s kaméliemi, kterou uvádí s Michalem Isteníkem v hlavní roli pod titulem Pán s kaméliemi.
Se souborem Buranteatr nastudoval v roce 2016 Universální Sci-Fi.
V pražském divadle Studio Dva režíruje vánoční příběh Děvčátko 2013 s hudbou Kryštofa Marka se kterým spolupracuje i na dalším divadelním zpracování Šíleně smutné princezny tamtéž 2016.
Po mnoha letech nastudují s členy vlastních souborů Baletní jednotka Křeč a Jednotka rychlého nasazení multimediální show Bond / Medea s Ivanou Chýlkovou a Petrem Fejkem v hlavních rolích (Divadlo Komedie 2016 / obnovená premiéra Studio Dva 2019). Pro divadlo Kalich nastuduje muzikál s hudbou Elvise Presleyho Srdcový král 2016. Zatím posledními hudebními projekty Cabanů a Simony Rybákové byla v roce 2016 MASS/Mše Leonarda Bernsteina s Vojtou Dykem v roli Celebranta. Na přelomu roku zaplnil 02 Arenu koncert Lucie Bílé v jejich scénické režii a v roce 2017 kabaretní show Wanted  – písně Kurta Weilla v podání Dagmar Peckové zaplnila sedmnáckrát pražskou Lucernu. S tímto představením jsou o dva roky později i prvním zahraničním hostem v historii festivalu Kurta Weilla v německém Dessau. Pro Českou televizi zpracovávají Cabani výročí Marie Terezie v třídílném dokumentu Panovnice 2017.
Pro Operu Národního divadla nastudovali Cabani pod taktovkou Jana Chalupeckého klasickou operetu Orfeus v podsvětí 2017 Jacquese Offenbacha, jako nezávaznou parodii na Evropský Parlament. V roce 2018 v divadle Kalich Šimon nastuduje vlastní adaptaci muzikálu Hair/Vlasy (premiera leden 2019), a v divadle Studio Dva pak Moje tango Rona Hutchinsona s Jitkou Schneidrovou a Romanem Zachem 2018. Režíruje Jana Cinu jako Malého Prince v projektu skladatele Kryštofa Marka a ve scéně Jakuba Kopeckého (2018). Ve  Slováckém divadel inscenuje v dubnu 2019 vlastní hru Kocourkov – brod a v Klicperově divadle Malý říjen L. Smoljaka.
Spolu se svou ženou – kostýmní návrhářkou Simonou Rybákovou a dvěma dětmi žije a pracuje v Praze na volné noze jako režisér, architekt, scénograf a scenárista. Své zájmy poutníka a cestovatele prezentuje i ve vlastních autorských dokumentárních filmech uváděných na několika festivalech.

## Dílo
autorská divadelní představení
- Baletní jednotka Křeč Právě tady!
- Baletní jednotka Křeč na laguně Varadero, no to snad není možný?!
- výtvarná koncepce povídky Barvy v celovečerním filmu Tomáše Vorla Pražská 5

### 1990
- Výstava divadelních prací v dánském Aarhusu spolu se Simonou Rybákovou
- Fotografická výstava ve francouzském Arles
- Zastoupení ve fotografické sbírce v Centres pompidou – Paříž
- Zahrál si Arnoštka ve filmu Tomáše Vorla Kouř
- Realizoval spolu s bratrem Michalem celovečerní autorský film Don Gio
- Zvláštní cena Grand Prix v architektuře za realizaci interiéru Mateřské školky v Čimicích-Praha
- Režie opery W.A.Mozarta Únos ze Serailu v Opeře Mozart pod názvem Serail Live!
- Scénografie pro balet Casanova R. Baloga v Plzeňském divadle J.K.Tyla

### 1997
- Scénografie pro Národní Divadlo v Praze. Braniboři v Čechách Petra Lébla

### 1998
- Scénografie pro Státní Operu v Praze. Nerone
- Pro Českou televizi natáčí BJK Kus po Kusu

### 1995–2001
- Výpravy k Mezinárodnímu Filmovému Festivalu Karlovy Vary

### 1995–2008
- Scénická režie úvodního a závěrečného večera k Mezinárodnímu Filmovému Festivalu Karlovy Vary

### 1999–2011
- Výprava k mezinárodnímu televiznímu festivalu Zlatá Praha
- Spolu se Simonou Rybákovou komisařem pro expozici české národní sekce na světové výstavě scenografie Pražské Quadrienále – získávají první cenu – Zlatou trigu (poprvé v historii PQ, které vzniklo v roce 1967).
- Muzikál Hamlet – W.Shakespeare, Janek Ledecký, divadlo Kalich Praha
- BJK – Corpus sex Máchňa – haly bývalého ČKD – Karlín, Praha v rámci festivalu 4+4 dny v pohybu.

### 2000–2008
- Pro českou televizi návrhy a realizace studií pro přenos Olympijských her

## Scénografie
- Istanbulská Národní Opera (Janáčkova „Jenůfa“)
- Pardubické divadlo
- Národní divadlo Praha (Braniboři v Čechách rež. Petr Lébl, Příhody lišky Bystroušky rež. Cabani)
- Státní opera Praga (Nerone, Candide rež. Cabani)
- Plzeňské divadlo J. K. Tyla (Can can, Zpívání v dešti, Carussel rež. Roman Meluzin)
- Divadlo na Jezerce (Petrolehové lampy, Sklenka Sherry rež. J. Herz)
- Divadlo na Vinohradech (Augiášův chlév rež. J. Brabec, Adina rež. M. Stropnický)
- Hybernia (Golem rež. F. Renč, Angelika rež. J. Bednárik, Baron Prášil rež. F. Renč)
- Divadlo na Fidlovačce (Rok magického myšlení rež. Jana Kališová květen 2009)

## Režie i scéna
- Divadlo Kalich – Galileo, muzikál J.Ledeckého
- Národní divadlo Praha – L. Janáček, Příhody lišky Bystroušky (spolu s bratrem Michalem)
- Divadlo Kalich – Baronky
- 2010 Městské divadlo Brno – Zora Jandová, Zdenek Merta – Nahá múza
- 2010 Městské divadlo Brno – Muchova epopej (scénář, režie scéna Šimon Caban, hudba Aleš Březina, kostýmy Simona Rybáková)
- 2011 Národní divadlo Moravskoslezské J.Myrona – George a Ira Gershwin Pardon My English – režie a scéna, Š.Caban, kostýmy Simona Rybáková
- 2012 Národní divadlo Moravskoslezské J. Myrona – Sázky z lásky (Guys and Dolls / Frank Loesser, Abe Burrows a Jo Swerling), kostýmy Simona Rybáková, choreografie Jana Hanušová-Vašáková
- Buranteatr autorský přepis klasického dramatu Dáma s kaméliemi – Pán s kaméliemi v hlavní roli Michal Isteník
- 2013 Studio Dva – Děvčátko, vánoční příběh / hudba Kryštof Marek / kostýmy Simona Rybáková / choreografie Jana Hanušová-Vašáková
- 2016 divadlo Kalich – Srdcový Král – Joe di Pietro / Elvis Presley / choreografie Petra Parvoničová / kostýmy Zuzana Straková
- MASS Leonard Bernstein / dirigent Oskar Rozsa / v hlavní roli celebranta Vojtěch Dyk
- 2017 O2 Aréna koncert Lucie Bílé
- Wanted – písně Kurta Weila v podání Dagmar Peckové / Lucerna
- pro ČT dokument o Marii Theresii Panovnice
- Opera Národního Divadla Orfeus v podsvětí /dir Josef Chalupecký / choreografie Jan Kodet / kostýmy Simona Rybáková
- Studio Dva – Ron Hutchinson: Moje tango / choreografie Petra Parvoničová / kostýmy Andrea Králová
- 2018
- Studio Dva – Malý princ / hudba Kryštof Marek / scéna Jakub Kopecký / kostým Simona Rybáková
- 2019
- Studio Dva – Bond/Medea / Cabani – autorské představení
- divadlo Kalich – VLASY /choreografie Petra Parvoničová / kostýmy Zuzana Straková
- Slovácké divadlo / autorské představení – Kocourkov – Brod / kostýmy Jitka Fleislebr / hudba Darek Král
- Klicperovo divadlo Hradec Králové – Malý říjen / Ladislav Smoljak / kostýmy Simona Rybáková / hudba Vojtěch Dlask
- Horácké divadlo Jihlava - "Paní Bovaryová" / režie, scéna .[3]